# Schizotipia
In psicologia, la schizotipia è un concetto teorico che presuppone un continuum di caratteristiche ed esperienze riguardanti la personalità di un individuo, che vanno dai normali stati dissociativi e immaginativi agli stati mentali estremi legati alla psicosi, in particolare alla schizofrenia. Il continuum della personalità proposto nella schizotipia è in contrasto con una visione categorica della psicosi, in cui la psicosi è considerata uno stato mentale particolare (solitamente patologico), che la persona ha o non ha.

## Sviluppo del concetto
La visione categorica della psicosi è maggiormente associata a Emil Kraepelin, che creò criteri per la diagnosi medica e la classificazione di diverse forme di malattia psicotica. In particolare, fece la distinzione tra dementia praecox (ora chiamata schizofrenia), follia maniaco-depressiva e stati non psicotici. I moderni sistemi diagnostici utilizzati in psichiatria (come il DSM) mantengono questa visione categorica.
Al contrario, lo psichiatra Eugen Bleuler non credeva che esistesse una netta separazione tra sanità mentale e follia, ritenendo invece che la psicosi fosse semplicemente un'espressione estrema di pensieri e comportamenti che potevano essere presenti a vari livelli in tutta la popolazione.
Il concetto di psicosi come spettro è stato ulteriormente sviluppato da psicologi come Hans Eysenck e Gordon Claridge, che hanno cercato di comprendere variazioni insolite nel pensiero e nel comportamento in termini di teoria della personalità. Eysenck concettualizzò le variazioni cognitive e comportamentali come se tutte insieme formassero un unico tratto della personalità, lo psicoticismo.
Mehl et al. nel 1964 coniò per primo il termine "schizotipia" attraverso l'esame di esperienze insolite nella popolazione generale e il raggruppamento di sintomi in individui con diagnosi di schizofrenia. Il lavoro di Claridge ha suggerito che questo tratto della personalità era più complesso di quanto si pensasse in precedenza e poteva essere suddiviso in quattro fattori.
1. Esperienze insolite : la predisposizione ad avere esperienze percettive e cognitive insolite, come allucinazioni, credenze magiche o superstiziose e interpretazione degli eventi (vedi anche deliri). Questo fattore viene spesso definito anche come "schizotipia positiva" e schizotipia "cognitivo-percettiva".
2. Disorganizzazione cognitiva : tendenza dei pensieri a diventare deragliati, disorganizzati o tangenziali (vedi anche disturbo del pensiero formale). Questo fattore viene spesso definito anche "schizotipia disorganizzata"
3. Anedonia introversa : tendenza a un comportamento introverso, emotivamente piatto e asociale, associato a una deficienza nella capacità di provare piacere dalla stimolazione sociale e fisica. Questo fattore viene spesso definito anche "schizotipia negativa" e "schizoidia"
4. Anticonformismo impulsivo : predisposizione a stati d'animo e comportamenti instabili, in particolare rispetto alle regole e alle convenzioni sociali.

## Il rapporto tra schizotipia, salute mentale e malattia mentale
Pur mirando a riflettere alcune delle caratteristiche presenti nella malattia mentale diagnosticabile, la schizotipia non implica necessariamente che qualcuno che è più schizotipico di qualcun altro sia più malato. Ad esempio, alcuni aspetti della schizotipia possono essere utili. Sia le esperienze insolite che gli aspetti di disorganizzazione cognitiva sono stati collegati alla creatività e alla realizzazione artistica. Jackson ha proposto il concetto di “schizotipia benigna” in relazione a certe classi di esperienza religiosa, che secondo lui potrebbe essere considerata una forma di problem solving e quindi di valore adattivo. Il legame tra schizotipia positiva e alcuni aspetti della creatività è coerente con la nozione di "schizotipia sana", che può spiegare la persistenza dei geni correlati alla schizofrenia nella popolazione nonostante i loro numerosi aspetti disfunzionali. L'entità della schizotipia può essere misurata utilizzando alcuni test diagnostici, come l'O-LIFE.
Tuttavia, la natura esatta della relazione tra schizotipia e malattia psicotica diagnosticabile è ancora dibattuta. Uno dei principali dubbi dei ricercatori è che le misurazioni della schizotipia basate su questionari, quando analizzate utilizzando l'analisi fattoriale, non suggeriscano che la schizotipia sia un concetto unificato e omogeneo. I tre approcci principali sono stati etichettati come “quasidimensionali”, “dimensionali” e “completamente dimensionali”.
Ciascun approccio è talvolta utilizzato per implicare che la schizotipia rifletta una vulnerabilità cognitiva o biologica alla psicosi, sebbene questa possa rimanere dormiente e non esprimersi mai, a meno che non sia innescata da eventi o condizioni ambientali appropriate (come certe dosi di farmaci o alti livelli di stress).

### Approccio quasi-dimensionale
Il modello quasi-dimensionale può essere fatto risalire a Bleuler (l'inventore del termine schizofrenia), che commentava due tipi di continuità tra normalità e psicosi: quella tra lo schizofrenico e i suoi familiari, e quella tra la personalità premorbosa e postmorbosa del paziente (cioè la sua personalità prima e dopo l'insorgenza della psicosi conclamata).
In principio commentava: 'Se si osservano i parenti dei nostri pazienti, spesso si riscontrano in loro peculiarità qualitativamente identiche a quelle dei pazienti stessi, tanto che la malattia appare solo come un aumento quantitativo delle anomalie riscontrate in i genitori e i fratelli."
Successivamente Bleuler discute in più punti se le peculiarità manifestate dal paziente prima del ricovero in ospedale debbano essere considerate sintomi premonitori della malattia o semplicemente indizi di una predisposizione a svilupparla.
Nonostante queste osservazioni di continuità, lo stesso Bleuler rimase un sostenitore del modello patologico della schizofrenia. A tal fine invocava un concetto di schizofrenia latente, scrivendo: «Nella forma [latente] possiamo vedere in nuce [in sintesi] tutti i sintomi e tutte le combinazioni di sintomi che sono presenti nelle forme manifeste della malattia.»
Successivi sostenitori della visione quasi-dimensionale della schizotipia sono Rado e Meehl, secondo entrambi i sintomi schizotipici rappresentano semplicemente manifestazioni meno esplicitamente espresse del processo patologico sottostante che è la schizofrenia. Rado ha proposto il termine "schizotipo" per descrivere la persona il cui corredo genetico gli ha dato una predisposizione permanente alla schizofrenia.
Il modello quasi-dimensionale è così chiamato perché l'unica dimensione che postula è quella delle gradazioni di gravità o esplicitezza in relazione ai sintomi del processo patologico della schizofrenia.

### Approccio dimensionale
L'approccio dimensionale, influenzato dalla teoria della personalità, sostiene che la malattia psicotica conclamata è solo una delle due estremità dello spettro della schizotipia e che esiste un continuum naturale tra le persone con livelli bassi e alti di schizotipia. Questo modello è strettamente associato al lavoro di Hans Eysenck, che considerava la persona che esibiva le manifestazioni conclamate della psicosi semplicemente come qualcuno che occupava l'estremo limite superiore della sua dimensione di "psicoticismo".
Il supporto per il modello dimensionale deriva dal fatto che i soggetti con punteggi elevati nelle misurazioni della schizotipia possono soddisfare, in modo totale o parziale, i criteri diagnostici per i disturbi dello spettro della schizofrenia, come la schizofrenia, il disturbo schizoaffettivo, il disturbo schizoide di personalità e il disturbo schizotipico di personalità. Allo stesso modo, quando analizzati, i tratti della schizotipia spesso si dividono in gruppi simili così come i sintomi della schizofrenia (sebbene siano tipicamente presenti in forme molto meno intense).

### Approccio completamente dimensionale
Claridge chiama l'ultima versione del suo modello “l'approccio completamente dimensionale”. Tuttavia, potrebbe anche essere caratterizzato come approccio ibrido o composito, poiché incorpora elementi sia del modello di malattia che di quello dimensionale.
In quest'ultimo modello di Claridge, la schizotipia è considerata una dimensione della personalità, normalmente distribuita in tutta la popolazione, come nel modello di Eysenck. Tuttavia, la schizofrenia stessa è considerata un processo di crollo, del tutto distinto dal tratto continuamente distribuito della schizotipia, e che forma un secondo continuum graduale, che va dal disturbo schizotipico di personalità alla psicosi schizofrenica conclamata.
Il modello è caratterizzato come completamente dimensionale perché, non solo il tratto della personalità della schizotipia è continuamente graduato, ma anche il continuum indipendente dei processi di crollo è graduato anziché categorico.
L’approccio pienamente dimensionale sostiene che la psicosi conclamata non è solo un’elevata schizotipia, ma deve coinvolgere altri fattori che la rendono qualitativamente diversa e patologica.

## Relazione con altri tratti della personalità e sociodemografiche
Molti studi di ricerca hanno esaminato la relazione tra la schizotipia e vari modelli standard di personalità, come il modello a cinque fattori. La ricerca ha collegato il fattore delle esperienze insolite all'elevato nevroticismo e all'apertura all'esperienza. Anche l’esperienza insolita combinata con un’affettività positiva sembra predire la religiosità/spiritualità. Uno studio ha rilevato che un livello moderato di esperienze insolite prevedeva un aumento della religiosità, ma un livello elevato di esperienze insolite prevedeva una religiosità inferiore e che il non conformismo impulsivo era associato a una religiosità inferiore, nonché a valori inferiori di tradizione e conformità. Il fattore di anedonia introvertivo è stato collegato ad un elevato nevroticismo e ad una bassa estroversione. Il fattore di disorganizzazione cognitiva e il fattore di non conformità impulsiva sono stati collegati a una scarsa coscienziosità. È stato sostenuto che questi risultati forniscono la prova di un modello completamente dimensionale della schizotipia e che esiste un continuum tra la personalità normale e la schizotipia.
Sono state esaminate anche le relazioni tra la schizotipia e il Temperament and Character Inventory. L'autotrascendenza, un tratto associato all'apertura a idee ed esperienze "spirituali", ha moderate associazioni positive con la schizotipia, in particolare con esperienze insolite. Cloninger ha descritto la combinazione specifica di elevata autotrascendenza, bassa cooperazione e bassa auto-direzione come uno "stile di personalità schizotipico" e gli studi mostrano che questa specifica combinazione di tratti è associata a un "alto rischio" di schizotipia. Una bassa cooperazione e auto-direzione combinate con un'elevata auto-trascendenza possono risultare in un'apertura a idee e comportamenti strani o insoliti associati a percezioni distorte della realtà. D’altro canto, alti livelli di cooperazione e auto-direzione possono proteggere dalle tendenze schizotipiche associate ad un’elevata auto-trascendenza.
Uno studio ha esaminato la relazione tra le scale dimensionali MBTI e ha scoperto che la schizotipia era associata a una tendenza ai suoi tratti di introversione, intuizione (in opposizione alla sensitività), al ragionamento (in opposizione al sentimento) e alla percezione (in opposizione al giudizio), che può essere rappresentata dal tipo di personalità "INTP" nel modello MBTI. L'intuizione è concettualmente simile al tratto Big Five "apertura all'esperienza" che si pensa sia maggiore nella schizotipia, il ragionamento rappresenta la tendenza a preferire l'obiettività e l'evidenza nel prendere decisioni e nel formare credenze ed è concettualmente simile al fattore "intelletto" di livello inferiore di apertura nei Big Five, e la percezione è concettualmente simile alla scarsa coscienziosità nei Big Five.
La schizotipia mostra associazioni positive con tratti associati a strategie di storia di vita veloce, tra cui un aumento della sociosessualità (caratterizzata da un maggiore sforzo per relazioni sessuali a breve termine, un minore sforzo per relazioni sessuali a lungo termine, un aumento del numero totale di partner sessuali e un minore disgusto sessuale) e impulsività.

### Disturbi della personalità
La schizotipia mostra associazioni positive con tutta la psicopatia, tuttavia, se si considerano i fattori primari e secondari della psicopatia, la schizotipia è associata a una psicopatia primaria inferiore (chiamata anche fearless dominance) e a una psicopatia secondaria superiore (chiamata anche impulsività egocentrica o disinibizione). Il narcisismo è associato negativamente alla schizotipia, (sebbene le persone con un alto livello di schizotipia possano sperimentare deliri di grandezza e un senso di devianza e illuminazione (idionomia), che può essere scambiato per narcisismo) e i tratti borderline della personalità sono positivamente associati alla schizotipia come anche la personalità ipomaniacale. La schizotipia mostra anche relazioni positive con tratti di personalità schizoidi, paranoidi ed evitanti, e una relazione negativa con tratti di personalità ossessivo-compulsivi (in particolare con la schizotipia disorganizzata). A differenza del disturbo ossessivo-compulsivo della personalità, il disturbo ossessivo-compulsivo mostra una relazione positiva con la schizotipia.

### Funzioni cognitive
Esistono prove che la schizotipia è correlata con aspetti differenzialmente potenziati e compromessi delle funzioni cognitive. Alcuni esempi sono l'associazione positiva tra schizotipia e una migliore elaborazione globale rispetto all'elaborazione locale, minore inibizione latente, deficit di attenzione e memoria, maggiore creatività e immaginazione, e un potenziamento del pensiero associativo.

### Autismo
Gli studi sulle correlazioni tra schizotipia e tratti autistici tendono a trovare correlazioni positive, più fortemente con la schizotipia negativa, in misura minore con la schizotipia disorganizzata e correlazioni deboli, assenti o negative con la schizotipia positiva. Anche la schizofrenia diagnosticata e il disturbo dello spettro autistico (ASD) si sovrappongono statisticamente.
Tuttavia, diversi ricercatori hanno suggerito che le correlazioni positive tra schizotipia e autismo non sono necessariamente prova di sovrapposizione, ma piuttosto sono dovute a una mancanza di specificità delle misurazioni per i tratti autistici e schizotipici e alla variabile confondente delle difficoltà sociali e della disfunzione socio-cognitiva che si verificano sia nell’autismo che nella schizotipia. I ricercatori hanno suggerito che l’elevata comorbilità tra ASD diagnosticato e schizofrenia è altamente inaffidabile e fuorviante a causa di una grave inadeguatezza del DSM e delle interviste diagnostiche per la diagnosi differenziale. Gli studi che mostrano un’apparente sovrapposizione tra le cause dell’autismo e le cause della schizotipia presentano anche notevoli problemi metodologici.
Molteplici teorie evolutive della schizotipia collocano la schizotipia e i tratti autistici ai poli opposti di un continuum, in relazione a tratti come la teoria della mente, la storia della vita e le strategie riproduttive, la cognizione "mentalistica" o creativa e la cognizione "meccanicistica", e l'elaborazione predittiva. In accordo con ciò, la schizotipia (in particolare la schizotipia positiva, impulsiva e disorganizzata) mostra un'associazione negativa con i tratti autistici quando si controlla la difficoltà sociale, che è stata ben replicata in diversi paesi, scale, metodi e gruppi di ricerca indipendenti, e il fattore di un continuum autismo-schizotipia emerge diametralmente attraverso l’analisi fattoriale. In particolare, alcuni studi trovano un’associazione negativa diretta con la schizotipia positiva e i tratti autistici anche quando la difficoltà sociale non è controllata.
Alcuni ricercatori hanno interpretato questi risultati come indicazione che i tratti autistici e schizotipici sono entrambi sovrapposti e diametrali in aspetti diversi, con le difficoltà sociali autistiche e i sintomi schizotipici negativi come dimensione condivisa, e la schizotipia positiva, disorganizzata e impulsiva come dimensione diametralmente opposta all'autismo.

## Possibili basi biologiche della schizotipia

### Squilibri cognitivi e compromessi

#### Elaborazione predittiva
Andersen (2022) ha proposto un modello di schizotipia basato sul quadro dell'elaborazione predittiva, in cui viene attribuita un'importanza minore agli errori di previsione sensoriale per l'aggiornamento delle convinzioni negli individui con elevata schizotipia. In sostanza, ciò significa che la schizotipia è una specializzazione cognitivo-percettiva per l'elaborazione di dati caotici e rumorosi, dove esistono modelli e relazioni che possono essere rilevati solo se vengono ignorate piccole incongruenze (cioè, concentrandosi sul "quadro generale"). Andersen suggerisce che esiste un compromesso nell'elaborazione predittiva, dove dare un peso maggiore agli errori di previsione impedisce il rilevamento di modelli falsi (cioè apofenia) al costo di non essere in grado di rilevare modelli di livello superiore, e dare un peso inferiore agli errori di previsione consente il rilevamento di modelli di livello superiore al costo di individuare occasionalmente modelli che non esistono, come nei deliri e nelle allucinazioni che si verificano nella schizotipia. Questo modello spiega le caratteristiche della schizotipia e i precedenti modelli di schizotipia, come il modello iper-mentalizzante originariamente proposto da Abu-Akel (1999), la cognizione iper-associativa, il modello iper-immaginazione di Crespi (2016), l'antagonomia (agire in modi direttamente opposti ai valori sociali) e visioni del mondo idiosincratiche, differenze attenzionali come anche inibizione latente, iperapertura, aumento del comportamento esplorativo, e capacità cognitive migliorate in risoluzione dei problemi, creatività ed elaborazione globale.

### Anomalie ormonali
Esistono alcune prove che suggeriscono che delle anomalie nella regolazione dell'ossitocina e del testosterone sono correlate alla schizotipia. Crespi (2015) fornisce prove che la schizofrenia e i disturbi correlati possono comportare un aumento o una disregolazione dell'ossitocina e una relativa diminuzione del testosterone, portando a una cognizione sociale "ipersviluppata", sebbene il modello di schizotipia di Crespi sia stato criticato. Le prove del ruolo dell'ossitocina nella schizotipia includono geni associati a livelli più elevati di ossitocina associati a livelli più elevati di schizotipia positiva, livelli di ossitocina nel sangue associati positivamente alla schizotipia nelle femmine, rapporto tra geni associati a bassi livelli di testosterone e alti livelli di ossitocina associati positivamente con la schizotipia e negativamente con i tratti autistici, i livelli di ossitocina sono associati a una maggiore ansia sociale, e l'ossitocina è associata all'elaborazione globale, al pensiero divergente e alla creatività, che sono anche fortemente associati alla schizotipia.

### Anedonia
L'anedonia, o una ridotta capacità di provare piacere, è una caratteristica della schizofrenia conclamata che è stata commentata sia da Kraepelin che da Bleuler. Tuttavia, lo consideravano solo uno dei tanti tratti che tendevano a caratterizzare il "deterioramento", come lo vedevano, della vita emotiva dello schizofrenico. In altre parole, si trattava di un effetto, piuttosto che di una causa, del processo patologico.
Rado ha invertito questo modo di pensare e ha attribuito all'anedonia un ruolo causale. Egli riteneva che il deficit neurale cruciale nello schizotipo fosse una “deficienza integrativa del piacere”, vale a dire una deficienza innata nella capacità di provare piacere. Meehl ha adottato questo punto di vista e ha tentato di collegare questa carenza ad un'anomalia nel sistema della dopamina nel cervello, che è implicato nel sistema di ricompensa umano.
La ricerca sulla schizotipia tramite questionari nei soggetti normali è ambigua per quanto riguarda il ruolo causale, se presente, dell'anedonia. Nettle e McCreery e Claridge hanno scoperto che gli schizotipi elevati misurati dal fattore 1 ( sopra ) hanno ottenuto punteggi inferiori rispetto ai controlli sul fattore introverso dell'anedonia, come se si godessero particolarmente la vita.
Vari autori, tra cui Kelley e Coursey e LJ e JP Chapman suggeriscono che l'anedonia, se presente come tratto preesistente in una persona, può agire come un fattore potenziante, mentre un'elevata capacità di godimento edonico potrebbe agire come protettore.

### Debolezza dei meccanismi inibitori

#### Priming negativo
Il priming negativo è "la capacità di uno stimolo precedente di inibire la risposta a uno stimolo successivo". Gli individui con diagnosi di schizofrenia o schizotipia mostrano "NP [priming negativo] ridotto o abolito, specialmente in presenza di sintomatologia positiva, psicosi acuta, elevata gravità dei sintomi e/o mancanza di farmaci".

#### SAWCI
Si dice che il fenomeno dell'attivazione semantica senza identificazione cosciente (SAWCI) venga visualizzato quando una persona mostra un effetto priming derivante dall'elaborazione di parole consciamente non rilevabili. Ad esempio, una persona a cui è stata appena mostrata la parola "giraffa", ma ad una velocità alla quale non è stata in grado di riferire consapevolmente di cosa si tratta, potrebbe tuttavia identificare più rapidamente del solito un altro nome di animale nella prova successiva. Evans ha scoperto che gli schizotipi elevati mostravano un effetto di priming maggiore rispetto ai controlli in tale situazione. Ha sostenuto che ciò potrebbe essere spiegato da una relativa debolezza dei meccanismi inibitori nelle reti semantiche degli schizotipi elevati.

#### Attenzione, memoria di lavoro e funzioni esecutive
I sintomi della schizotipia sono stati correlati a deficit delle funzioni esecutive, che implicano processi psicologici che sostituiscono le inclinazioni abituali con risposte e comportamenti nuovi per raggiungere obiettivi importanti. In particolare, quando la schizotipia è elevata, la capacità di filtrare gli stimoli irrilevanti per il compito può essere compromessa. Cioè, i partecipanti che ottengono punteggi elevati in termini di schizotipia tendono a non ignorare uno stimolo precedentemente preesposto e non rinforzato rispetto a un evento non preesposto, nuovo e potenzialmente importante.
Una migliore prestazione nella fluidità verbale è stata associata ad alti livelli di schizotipia positiva, cioè a un aumento delle segnalazioni di esperienze simili ad allucinazioni, ideazione delirante e aberrazioni percettive. Tuttavia, una prestazione ridotta era associata a una schizotipia negativa, come l’anedonia.
Molti studi hanno anche dimostrato che gli individui che presentano caratteristiche schizotipiche mostrano deficit di attenzione e memoria di lavoro.

### Anomalie dell'eccitazione
Claridge ha suggerito che una conseguenza di una debolezza dei meccanismi inibitori negli schizotipi elevati e negli schizofrenici potrebbe essere un relativo fallimento dell'omeostasi nel sistema nervoso centrale. È stato proposto che ciò potrebbe portare sia alla labilità dell'eccitazione che alla dissociazione dell'eccitazione in diverse parti del sistema nervoso.

#### Dissociazione di diversi sistemi di eccitazione
Claridge e i suoi collaboratori hanno trovato vari tipi di covariazione anormale tra diverse variabili psicofisiologiche negli schizotipi, comprese le misure di eccitazione corticale e autonomica.
McCreery e Claridge hanno trovato prove di una relativa attivazione dell'emisfero cerebrale destro rispetto a quello sinistro negli schizotipi gravi che tentavano di indurre un episodio allucinatorio in laboratorio. Ciò suggeriva una relativa dissociazione dell'eccitazione tra i due emisferi in queste persone rispetto ai controlli.

#### Ipereccitazione
La mancata omeostasi nel sistema nervoso centrale potrebbe portare a episodi di ipereccitazione. Oswald ha sottolineato che lo stress estremo e l'ipereccitazione possono portare al sonno come reazione provocata. McCreery ha suggerito che ciò potrebbe spiegare le somiglianze fenomenologiche tra lo Stadio 1 del sonno e la psicosi, che includono allucinazioni, deliri e affetti (emozioni) appiattiti o inappropriati. Secondo questo modello, gli schizotipi elevati e gli schizofrenici sono persone soggette a ciò che Oswald chiama "micro-sonni", o intrusioni dei fenomeni del sonno dello Stadio 1 nella coscienza di veglia, a causa della loro tendenza ad un'elevata eccitazione.
A sostegno di questo punto di vista McCreery sottolinea l'elevata correlazione che è stata riscontrata tra i punteggi della scala di aberrazione percettiva di Chapmans, che misura la propensione ad anomalie percettive come le allucinazioni, e la scala di ipomania di Chapmans, che misura la tendenza ad episodi di maggiore eccitazione. Questa correlazione viene riscontrata nonostante il fatto che non vi sia alcuna sovrapposizione del contenuto degli item tra le due scale.
In campo clinico esiste anche la constatazione paradossale di Stevens e Darbyshire secondo cui i pazienti schizofrenici che presentano il sintomo della catatonia possono essere risvegliati dal loro apparente stupore mediante la somministrazione di farmaci sedativi piuttosto che stimolanti. Scrissero: "Lo stato psichico nella schizofrenia catatonica può essere descritto come uno stato di grande eccitazione (cioè ipervigilanza)[...] L'inibizione dell'attività apparentemente non altera la ribollente eccitazione interna."
Si sostiene che tale visione sarebbe coerente con il modello che suggerisce che gli schizofrenici e gli schizotipi elevati siano persone con una tendenza all'iper-eccitazione.

#### Ipotesi di salienza aberrante
Kapur (2003) ha proposto che uno stato iperdopaminergico, a livello di descrizione "cerebrale", porta ad un'assegnazione aberrante di salienza agli elementi della propria esperienza, a livello "mentale". La dopamina media la conversione della rappresentazione neurale di uno stimolo esterno da un'informazione neutra in un'entità attrattiva o avversiva, cioè in un evento saliente. I sintomi della schizofrenia e della schizotipia possono derivare dall'aberrante assegnazione di rilevanza a oggetti esterni e rappresentazioni interne; e i farmaci antipsicotici possono ridurre i sintomi positivi attenuando la rilevanza motivazionale aberrante, attraverso il blocco dei recettori della dopamina D2 (Kapur, 2003). Non esiste tuttavia alcuna prova di un legame tra irregolarità dell'attenzione e maggiore salienza dello stimolo nella schizotipia.